# Проект за новия американски век
Проектът за новия американски век (на английски: Project for the New American Century, съкр. PNAC) е американски неоконсервативен мозъчен тръст (think tank).
Основан е през 1997 г. като организация с идеална цел от Уилям Кристъл и Робърт Каган (женен за Виктория Нюланд) и базиран във Вашингтон до разпускането му през 2006 – 2008 г. Заявената цел на ПНАВ е да насърчава „американското глобално лидерство“. Фундаментални възгледи на ПНАВ са, че „американското лидерство е добро както за Америка, така и за света“ и подкрепа за „рейгънова политика на военна мощ и морална яснота“, т.е. за американската изключителност. Организацията е оказала силно влияние над високопоставени служители на администрацията на президента Джордж Уокър Буш (някои от които като Дик Чейни, Доналд Ръмсфелд и Пол Улфовиц са подписали нейното „Изложение на принципи“), особено върху развитието на военната и външната политика, националната сигурност и войната в Ирак.

## История
Като инициатива на Проекта за ново гражданство, организация с идеална цел оглавена от Уилям Кристъл и Гари Шмит, проектът за новия американски век се финансира от организации като фондациите Сара Скайф, Джеймс М. Олин и Брадли.
На 26 януари 1998 г., членовете на организацията призовават чрез открито писмо президента Бил Клинтън за сухопътна офанзива срещу иракския президент Саддам Хюсеин, която да го отстрани от власт. Целта „промяна на режима“ остава постоянна позиция на организацията по време на кризата по разоръжаването на Ирак. Те изпращат писма и до лидерите на двете камари на американския конгрес Нют Гингрич и Трент Лот.
Съоснователя на ПНАВ Уилям Кристъл призовава за промяна на режима в Ирак в редакторска статия на редактираното от него издание The Weekly Standard, позовавайки се на изгонването от Ирак на оръжейните инспектори и свалянето на Ричард Бътлър от поста глава на инспекционния режим: „...каквато и да е продължителна кампания за бомбардиране и ракетни удари срещу Ирак трябва да бъде част от цялостна политико-военна стратегия целяща сваляне на Саддам от власт.“ Кристол заявява, че Пол Улфовиц и други вярват, че целта е да се създаде „освободена зона“ в Южен Ирак, която да осигури безопасно убежище, където противници на Саддам да могат да се съберат и да организират правдоподобна алтернатива на сегашния режим: „Освободената зона ще трябва да бъде защитена от американска военна мощ от въздуха, и ако се наложи, от земята.“ ПНАВ също подкрепя Закона за освобождаване на Ирак от 1998 г., който президентът Бил Клинтън подписва.
През януари 1999 г. ПНАВ разпространява нота, в която се критикува бомбардирането на Ирак през декември 1998 г. в операция Пустинна лисица като неефективно, поставя се под въпрос жизнеспособността на иракската демократична опозиция, която се подкрепя от САЩ чрез Закона за освобождение на Ирак и се отнася към каквато и да е политика на „удържане“ като илюзия.
През септември 2000 г. ПНАВ публикува предизвикващ противоречивия доклад от 90 страници озаглавен Rebuilding America's Defenses: Strategies, Forces, and Resources For a New Century. (Възстановяване на американската отбрана: стратегии, сили и ресурси за един нов век).
През 2001 и 2002 г. съоснователите и други членове на ПНАВ пишат статии в защита на нахлуването на САЩ в Ирак. На своя уебсайт ПНАВ утвърждава мнението, че оставянето на Саддам Хюсеин на власт би било „капитулация пред тероризма“. На 20 септември 2001 г. (девет дни след атентатите от 11 септември) ПНАВ изпраща писмо до президента Буш застъпващо се за „решително усилие да се премахне Саддам Хюсеин от власт в Ирак“ или промяна на режима:
...дори и доказателствата да не свързват Саддам Хюсейн прако с атаката, всяка стратегия, целяща изкореняването на тероризма и неговите спонсори трябва да включва решително усилие да се премахне Саддам Хюсеин от власт в Ирак. Провалът да се предприеме такова усилие би представлявал ранна и вероятно решителна капитулация във войната срещу международния тероризъм.
В началото на 2003 г. току преди нахлуването на САЩ в Ирак ПНАВ има няколко служители на пълен работен ден, освен членовете на борда на директорите.
Както Пол Рейнолдс от BBC News цитира Дейвид Рокопф:
Тяхното [на ПНАВ] най-важно предприятие беше нахлуването в Ирак и провалът им да покажат резултати е ясен. Точно обратното се случи. Използването на сила от САЩ е счетено като вършене на нещо лошо и възпламеняване на регион, който никак не е бил податлив на демокрацията. Планът им бе застигнат от трудни времена. В замисъла му има недостатъци, а изпълнението беше ужасно лошо. Нео-консерваторите бяха погубени от собствените им идеи и некомпетентността на администрацията на Буш.

### Край на организацията
Според Том Бари „Славните дни на Проекта за новия американски век са в миналото, но уебсайта все още работи и беше актуализиран на 8 февруари 2007 г.
ПНАВ изглежда е прекратил дейността си през 2006 или 2007 г. Според бившия изпълнителен директор на ПНАВ Гари Шмит, който работи като учен в Американския предприемачески институт и е директор на неговата програма за напреднали стратегически изследвания ПНАВ е достигнал естествения си край:
Когато проектът бе започнат, намерението не беше да продължи завинаги. Затова го затваряме. Трябваше да прекарваме прекалено много време, събирайки пари за него, а вече е свършил работата си. Чувствахме навремето, че има недостатъци в американската външна политика, че е нео-изолационистка. Опитахме се да възкресим рейгънова политика. Нашият възглед бе приет. Имахме ефект дори по времето на администрацията на Клинтън, с изказването на Мадлин Олбрайт, че САЩ е „нацията, без която не може“. Но нашите идеи не са задължително доминирали. Нямахме някой, който да седи на рамото на Буш. Тъй че работата сега е да видим как се прилагат.

## „Фундаментални твърдения“
Уебсайтът на ПНАВ излага следните „фундаментални твърдения“: „че американското лидерство е добро както за Америка, така и за света и че такова лидерство изисква военна сила, дипломатическа енергия и отдаденост на моралните принципи.“
В първоначалното му „Изложение на принципи“ от 3 юни 1997 г. започва с формулирането на поредица от въпроси, на които останалата част от документа отговаря:
С приближаването на края на 20 век Съединените щати стоят като най-видната световна сила. След като е довела Запада до победа в Студената война, Америка е изправена пред възможност и предизвикателство: имат ли Съединените щати виждане да надградят над постиженията от изминалите десетилетия? Имат ли Съединените щати решимостта да оформят нов век, благоприятен за американските принципи и интереси?
В отговор на тези въпроси ПНАВ заявява целта си да „припомни на Америка“ „уроците“, научени от американската история, извличайки следните четири изводи за Америка през 1997:

- трябва да увеличим разходите за отбрана значително ако ще изпълняваме днешните ни глобални отговорности и да модернизираме въоръжените ни сили за бъдещето;
- трябва да засилим връзките си с демократични съюзници и да предизвикаме режими, враждебни към нашите интереси и ценности;
- трябва да насърчаваме каузата на политическата и икономическа свобода в чужбина
- трябва да поемем отговорност за уникалната роля на Америка в съхраняването и разширяването на международен ред, приятелски към нашата сигурност, нашето благоденствие и нашите принципи.

### Отворено писмо до президента Клинтън относно Ирак
След възприетата неохота от страна на Ирак да сътрудничи с оръжейните инспекции на ООН на 16 януари 1998 г. членове на ПНАВ, включително Доналд Ръмсфелд, Пол Улфовиц и Робърт Зелик съчиняват отворено писмо до президента Бил Клинтън, поставено на техния уебсайт, убеждаващо Клинтън да свали Саддам Хюсеин от власт в Ирак посредством дипломатическата, политическа и военна мощ на САЩ. Подписалите писмото твърдят, че Ирак би представлявал заплаха за САЩ, техните съюзници в Близкия изток и петролните източници в региона, ако успее да поддържа запаса си от оръжия за масово унищожение. Те също заявяват „не можем повече да разчитаме на партньорите си от Войната в залива да продължават да поддържат санкциите или да накажат Саддам, когато той блокира или избягва инспекциите на ООН“ и „американската външна полита не може да продължи да бъде парализирана от заблуденото настояване за единодушие в Съвета за сигурност на ООН.“ Те твърдят, че война в Ирак би била оправдана от незачитането от Саддам на политиката на ООН на „удържане“ и неговата постоянна заплаха срещу американските интереси.

### Възстановяване на американската отбрана
Докладът Rebuilding America's Defenses: Strategies, Forces, and Resources For a New Century (2000), (Възстановяване на американската отбрана: стратегии, сили и ресурси за един нов век), чиито председатели са Доналд Кейгън и Гари Шмит, а основен автор Томас Донъли цитира от „Изложението на принципи“ на ПНАВ и продължава „от вярването, че Америка трябва да се стреми да съхрани и разшири позицията си на глобален лидер чрез поддържане на превъзходството на американските въоръжени сили“.
Според доклада:
Американският мир се е оказал мирен, стабилен и траен. През изминалото десетилетие той е осигурил геополитическата рамка за широко разпространен икономически растеж и разпространението на американските ценности свобода и демокрация. Никой момент в международната политика обаче не може да бъде замразен във времето; дори и глобален Pax Americana [Американски мир] няма да се самосъхрани.
След заглавната си страница докладът представя страница озаглавена „За Проекта за новия американски век“, която цитира ключови пасажи от „Изложението на принципи“ от 1997 г.:
Това, от което се нуждаем е въоръжени сили, които са силни и готови да посрещнат както настоящите, така и бъдещите предизвикателства; външна политика, която дръзко и целенасочено утвърждава американските принципи в чужбина; и национално лидерство, което приема глобалните отговорности на Съединените щати. Разбира се, Съединените щати трябва да бъдат благоразумни в упражняването на властта си. Но ние не можем безопасно да избегнем отговорностите на глобалното лидерство на разходите свързани с нейното упражняване. Америка има жизненоважна роля в поддържането на мира в Азия, Европа и Близкия изток. Ако избегнем отговорностите си ние каним предизвикателства срещу фундаменталните ни интереси. Историята на 20 век трябва да ни е научила, че е важно да оформяме обстоятелствата преди появата на кризи и да посрещнем заплахите преди да станат зловещи. Историята на последния век трябва да ни е научила да прегърнем каузата на американското лидерство.
В своя предговор Възстановяване на американската отбрана заявява, че цели да:
Установи четири централни мисии за американските въоръжени сили:
- да отбранява американската родна страна;
- да води и решително спечели война на няколко едновременни бойни театри;
- да изпълнява „полицейските“ задължения, свързани с оформянето на среда на сигурност в ключови райони;
- да трансформира американските сили, за да се възползва от „революцията във военните дела“

и че
За да изпълним тези централни мисии трябва да осигурим достатъчно сили и бюджетни разпределяния. В частност Съединените щати трябва:
- Да поддържат ядрено стратегическо превъзходство, основавайки американските оръжия за ответен удар на глобална ядрена нетна оценка, която претегля пълния обхват на сегашните и задаващите се заплахи, не просто съотношението САЩ-Русия.
- Да възстановят силата на личния състав на днешните сили грубо до нивата очаквани в „базовата сила“ начертана от администрацията на Буш, увеличение на силата в активна служба от 1.4 млн. на 1.6 млн.
- Препозициониране на американските сили, за да се отговори на стратегическите реалности на 21 век като се преместят трайно настанените сили в Югоизточна Европа и Югоизточна Азия и чрез промяна на насоките в разположението на военноморски сили да се отрази американските стратегически загрижености в Източна Азия.

Сред целите определени от доклада са
Да се развият и разположат глобални ракетни отбрани, които да защитават американската родина и американските съюзници и да осигурят сигурна основа за проектирането на американска власт по света.
Да се контролират новите „международни общи пространства“, космоса и „киберпространството“ и да се проправи пътя за създаването на нови военни служби – Космически сили на САЩ – с мисия контролиране на космоса.
Да се възползваме от революцията във военните дела, за да се осигури дългосрочното превъзходство на конвенционалните сили на САЩ. Да се установи двустепенен трансформационен процес, който да:
- максимизира ценността на настоящите оръжейни системи посредством прилагането на напреднали технологии и
- да се направят по-задълбочени подобрения във военните способности, да се насърчи конкуренцията между отделните служби и съвместни експериментални усилия.
- Да се увеличат разходите за отбрана постепенно до минимално ниво от 3,5 – 3,8 % от брутния вътрешен продукт, като се добавят $ 15 – 20 млрд. годишно.

По отношение на Персийския залив, посочвайки в частност Ирак и Иран, докладът заявява: „докато нерешеният конфликт в Ирак осигурява непосредственото оправдание [за американското военно присъствие], нуждата от значителни американски сили в залива надминава проблема за режима на Саддам Хюсеин“ и „в дълъг срок, Иран може да се окаже по-голяма заплаха за американските интереси в залива от Ирак. И дори американско-иранските отношения да се подобрят, запазването на разположени на предна позиция сили в региона ще продължи да бъде съществен елемент в стратегията за сигурност на САЩ, като се имат предвид дългосрочните американски интереси в региона.“
Докладът също заявява:
Нещо повече, процесът на [военна] трансформация, дори и да носи революционна промяна, вероятно ще бъде дълъг, в отсъствието на някакво катастрофално и катализиращо събитие – като нов Пърл Харбър.

## Издигането на ПНАВ на власт
През 2000 г. Дик Чейни, подписал „Изложението на принципи“ на ПНАВ и Джордж Уокър Буш, стават вицепрезидент и президент на САЩ след епохално отсъждане от Върховния съд на САЩ да не се преброяват повторно гласовете от силно оспорваните президентски избори. Много от членовете на ПНАВ са назначени от Буш на позиции в новата администрация, включително министър и заместник-министър на отбраната и заместник държавен секретар.
Буш и Чейни са избрани след оспорваните избори в щата Флорида, чиито губернатор, Джеб Буш, също подписал „Изложението“' на ПНАВ и неговият държавен секретар Катрин Харис, отговаряща за провеждането на изборите в щата, са обвинени от Комисията за граждански права на САЩ в „несправедливост, неумение и неефективност“ и „грубо нарушение (на дълга)“ относно президентските избори във Флорида, които са съпътствани от многобройни нередности в гласуването. Комисията намира, че е било 10 пъти по-вероятно гласовете на чернокожите гласоподаватели да бъдат отхвърлени, отколкото на белите, заради старата технология в районите с преобладаващо население от малцинството. Намира се също, че частната фирма DBT Online (сега ChoicePoint), чиито списъци с престъпници (на които е забранено да гласуват във Флорида), 54% от който се състои от чернокожи, включва не-престъпници и бивши престъпници е предупредила Джеб Буш да провери списъка преди да го използва. Това помага за победата на Буш, тъй като Буш и Чейни печелят с 1725 гласа, а се оценява, че на 22 000 черни демократи е попречено да гласуват.
Според някои анализатори името на организацията е било измислено, в очакване на вземане на властта през 2001 г., а Буш е имал от самото начало на плановете си да се кандидатира да приложи политиките, предложени от ПНАВ.

## Връзки на членове на ПНАВ с администрацията на Буш
- Дик Чейни, вицепрезидент (2001 –)
- Ричард Армитидж, заместник държавен секретар (2001 – 2005)
- Джон Болтън, под-държавен секретар за контрол над оръжията и междунардна сигурност (2001 – 2005), посланик на САЩ в ООН (2005 – 2006)
- Пола Добриански, под-държавен секретар за глобални дела (2001 – 2007)
- Дов Закхайм,
- Робърт Зелик, заместник държавен секретар (2005 – 2006), директор на Световната банка (номиниран от Буш)
- Джеб Буш, брат на Джордж У. Буш, губернатор на Флорида
- Елиът Ейбрамс,
- Елиът Коен,
- Сет Кропси,
- Залмей Кхалилзад, посланик на САЩ в Афганистан 92003 – 2005), Ирак (2005 – 2007) и ООН (2007 –)
- Дан Куейл, вицепрезидент на Джордж Х. У. Буш
- Луис Либи, началник на кабинета на вицепрезидента (2001 – 2005)
- Ричард Пърл,
- Питър Родман,
- Доналд Ръмсфелд, министър на обраната (2001 – 2006)
- Франсис Фукуяма,
- Пол Улфовиц, заместник-министър на отбраната (2001 – 2005), директор на Световната банка (номиниран от Буш)
- Ранди Шойнеман